# Златоустовский горный округ
Златоустовский горный казённый округ — существовавшая с 1811-го по 1918 административно-территориальная структура Российской империи на Южном Урале. Округ был одним из крупнейших горных округов Урала, непосредственно подчинялся начальнику горных заводов Уральского хребта (Екатеринбург).

## История
Округ образован решением Государственного Совета в 1811 году.
В Златоустовский горный округ входили тогда чугуноплавильные и железоделательные заводы: Златоустовский с фабрикой белого (холодного) оружия, Саткинский, Кусинский и Артинский. До 1918 года главным заводом округа был Златоустовский завод на речке Ай, основанный в 1754 году тульским купцом-заводчиком М. П. Масоловым. В 1811 году Златоустовский заводской посёлок был переименован в город Златоуст. Златоустовский горный округ был одним из крупнейших горных округов Урала, непосредственно подчинялся начальнику горных заводов Уральского хребта (Екатеринбург).
В 1769 году, после смерти М. П. Мосолова, его сын Василий продал Златоустовский завод тульскому купцу 1-й гильдии Л. И. Лугинину, который купил у Строгановых Саткинский завод. В конце XVIII века Лугинины основали новые Миасский (1777), Артинский (1787) и Кусинский (1797) заводы. В 1797 году внуки Л. И. Лугинина Иван и Николай Максимовичи Лугинины из-за долгов передали заводы округа в аренду московскому купцу А. А. Кнауфу, а в 1799 году продали их Государственному ассигнационному банку. В 1801 году заводы вновь были переданы в аренду А. А. Кнауфу, а 3 октября 1811 года переданы в казну.
С 1818 года в состав округа вошёл Миасс, а также Миасские золотые прииски и недействующий Миасский медеплавильный завод. Горный округ имел свои медицинские учреждения, школы, жилые дома, полицейскую службу, вел торговые операции, участвовал в выставках и ярмарках. После образования Златоустовского уезда в 1865 году, горный округ, как хозяйственная единица, просуществовал до 1918 года.

## Главноуправляющие Златоустовскими заводами
- Клейнер, Михаил Иванович — 11 ноября 1811 года — 08 июня 1815 года[3].
- Фурман, Антон Федорович — 8 июня 1815 года — 1 октября 1817 года.

## Горные начальники
- Фурман, Антон Федорович — 1 октября 1817 года — 20 сентября 1820 года.
- Клейнер, Михаил Иванович — 20 сентября 1820 года — февраль 1821 года.
- Татаринов, Степан Петрович — февраль 1821 года — июнь 1826 года.
- Агте (Ахте), Адольф Андреевич — июнь 1826 года — 26 июня 1831 года.
- Аносов, Павел Петрович — 26 июня 1831 года — 28 февраля 1847 года.
- Бекман, Валериан Александрович — 9 мая 1847 года — 8 июня 1851 года.
- Иосса, Александр Андреевич — 8 июля 1851 года — 29 апреля 1855 года.
- Лизель, Густав Васильевич — 29 апреля 1855 года — декабрь 1861 года[4].
- Обухов, Павел Матвеевич — декабрь 1861 года — январь 1864 года.
- Иванов, Иван Павлович — январь 1864 года — 2 июня 1871 года.
- Семенников, Василий Александрович — 2 июня 1871 года — 17 января 1877 года.
- Протасов, Владимир Петрович — 17 января 1877 года — сентябрь 1886 года.
- Вайденбаум, Густав Карлович — сентябрь 1886 года — 13 марта 1893 года.
- Писарев, Виктор Александрович — 13 марта 1893 года — 1897 год.
- Зеленцов, Анатолий Александрович — 1897 год — сентябрь 1909 года.
- Приемский, Николай Николаевич — сентябрь 1909 года — февраль 1916 года.
- Быхтеев, Николай Михайлович — февраль 1916 года — 18 апреля 1918 года.
- Бострем — июль 1918 (?) года — июль 1919 (?) года.